# Danh sách tập phim Pokémon: Horizons
Pokémon Horizons: The Series (Tiếng Nhật: ポケットモンスター Pocket Monsters) là phần thứ 8 của series Pokémon được công chiếu lần đầu tại Nhật Bản trên TV Tokyo vào ngày 14 tháng 4 năm 2023. Đây được coi là phần series Pokemon đầu tiên không còn nhân vật chính Satoshi và Pikachu thay vào đó là Liko và Roy. Thiết kế nhân vật do Rei Yamazaki phụ trách, âm nhạc do Conisch sáng tác, biên tập âm thanh là Naotsugu Uchida và Akane Yamago.
Khoảng 4 tháng sau khi phát sóng tại Nhật Bản, phiên bản lồng tiếng Hàn được phát sóng vào tháng 8 năm 2023 trên kênh truyền hình Tooniverse và KBS Kids tại Hàn Quốc. Vào tháng 12 năm 2023, phiên bản lồng tiếng Anh hiện đã được phát sóng trên BBC iPlayer và CBBC tại Anh và phiên bản lồng tiếng Pháp trên kênh truyền hình Canal J và Gulli tại Pháp. Đến năm 2024, Pokémon Horizons: The Series chính thức được phát hành mở rộng trên toàn cầu, với phiên bản lồng tiếng Ý vào tháng 2 năm 2024 trên kênh truyền hình Boing tại Ý, và phiên bản lồng tiếng Anh phát sóng  trên kênh 9Go! tại Australia. Đến tháng 3 năm 2024, phiên bản lồng tiếng Anh được phân phối trên nền tảng Netflix tại Mỹ (trước đó dự kiến phát hành vào tháng 2 cùng năm) và phát sóng trên kênh truyền hình Cartoon Network, Télétoon tại Canada. Bên cạnh phiên bản tiếng Nhật và tiếng Hàn tại Châu Á, phiên bản tiếng Trung được phát hành trên nền tảng YouTube vào tháng 2 năm 2024 cho thị trường Đài Loan, Hồng Kông, Macao, cùng với đó thì phiên bản lồng tiếng Anh được phát hành trên nền tảng YouTube vào tháng 3 năm 2024 dành cho các khu vực thuộc Châu Á qua kênh YouTube Pokémon Asia ENG.
Tính đến tháng 12 năm 2024, Pokémon Horizons: The Series đã phát sóng và phát hành với hơn 15 ngôn ngữ lồng tiếng khác nhau trên toàn cầu.

## Các phần phim
Trong Pokemon Horizons: The Series, các phần phim phát sóng tại Hàn Quốc và Nhật Bản được chia thành các mùa phim nhỏ (còn gọi là các chương), trong khi phần phim này được phát sóng Quốc Tế được chia thành các mùa phim Pokemon riêng biệt. 
Tại Nhật Bản, Pokémon Horizons: The Series hiện đã phát sóng 4 mùa phim là Liko and Roy's Departure (tiếng Nhật: リコとロイの旅立ち) dịch sang tiếng Việt là Cuộc hành trình của Liko và Roy (mùa 26: tập 1235 - tập 1259), The Sparkling of Terapagos (tiếng Nhật: テラパゴスのかがやき) dịch sang Tiếng Việt là Sự tỏa sáng của Terapagos (mùa 27: tập 1260 - tập 1279), Terastal Debut (tiếng Nhật: テラスタルデビュー) dịch sang tiếng Việt là Terastal trình làng (mùa 28: tập 1280 - tập 1301) và Rayquaza Rising (tiếng Nhật: レックウザライジング) dịch sang tiếng Việt là Rayquaza trỗi dậy (mùa 29: tập 1302 - 1323). Mùa phim tiếp theo là Mega Voltage (tiếng Nhật: メガ ボルテー) dịch sang tiếng Việt là Điện áp cực hạn sẽ được phát sóng vào ngày 11 tháng 4 năm 2025 (mùa 30: tập 1324 - nay).
Tại Hàn Quốc, Pokémon Horizons: The Series hiện đã phát sóng 4 phần phim, mỗi phần phim là 12 tập, với phần đầu tiên được phát sóng từ tháng 8 đến tháng 9 năm 2023, phần thứ 2 phát sóng từ tháng 12 năm 2023 đến tháng 1 năm 2024 (hai phần đầu theo mùa 1 của Nhật Bản), phần thứ 3 phát sóng từ tháng 4 năm 2024 đến tháng 6 năm 2024 (theo mùa 2 của Nhật Bản) và phần thứ 4 (theo mùa 3 của Nhật Bản) phát sóng từ tháng 10 năm 2024 đến ngày 24 tháng 12 năm 2024. Phần tiếp theo (tương ứng mùa 4 của Nhật Bản) sẽ được phát sóng vào ngày 15 tháng 4 năm 2025.
Khi phát sóng trên nền tảng Netflix tại Mỹ, 12 tập đầu tiên của phiên bản tiếng Anh (hiện đã được phát sóng tại Anh) đã được phát hành cùng lúc vào tháng 3 năm 2024, các tập phim tiếp theo của Pokémon Horizons: The Series sẽ được phát hành theo đợt trên nền tảng này. Phiên bản tiếng Anh hiện đã phát sóng mùa 1 với 45 tập phim (tương ứng 2 mùa phim đầu tiên của Nhật Bản), chia làm 4 phần tính trên Netflix, mỗi phần khoảng 12 tập phim. Ở mùa thứ 2 với tên gọi The Search for Laqua (tiếng Việt: Cuộc tìm kiếm Laqua) sẽ được phát sóng vào tháng 1 năm 2025 trên BBC iPlayer tại Anh và tháng 2 cùng năm trên Netflix tại Mỹ với các tập phim theo mùa 3 và mùa 4 của Nhật Bản.

## Danh sách tập phim
| Lưu ý | Lưu ý | Lưu ý | Lưu ý | Lưu ý | Lưu ý |
| --- | ----- | ----- | ----- | ----- | ----- |
| Tên một số tập phim bằng tiếng Việt trong bài viết này không phải là tên chính thức do bản dịch phát hành tại Việt Nam không đảm bảo về độ chính xác và tính thống nhất |       |       |       |       |       |

### Cuộc hành trình của Liko và Roy (Liko and Roy's Departure - リコとロイの旅立ち)
| STT#       | STT#           | Tên tập phim | Ngày phát sóng gốc   |
| Toàn Xê-ri | Trong phần này | Tên tập phim | Ngày phát sóng gốc   |
| ---------- | -------------- | --- | -------------------- |
| 1235       | 1              | "Sợi dây chuyền của sự khởi đầu, Phần 1" "Hajimari no Pendanto Zenpen" (はじまりのペンダント 前編)                     | 14 tháng 4 năm 2023  |
| 1236       | 2              | "Sợi dây chuyền của sự khởi đầu, Phần 2" "Hajimari no Pendanto Kōhen" (はじまりのペンダント 後編)                      | 14 tháng 4 năm 2023  |
| 1237       | 3              | "Nếu cùng với Nyahoja, thì chắc chắn" "Nyaoha to Nara, Kitto" (ニャオハとなら、きっと)                                 | 21 tháng 4 năm 2023  |
| 1238       | 4              | "Báu vật bị trôi dạt" "Nagaretsuita Takaramono" (ながれついた宝もの)                                                   | 28 tháng 4 năm 2023  |
| 1239       | 5              | "Tìm thấy cậu rồi, Hogator" "Mitsuketa yo, Hogēta" (みつけたよ、ホゲータ)                                              | 5 tháng 5 năm 2023   |
| 1240       | 6              | "Monster Ball cổ đại" "Inishie no Monsutā Bōru" (いにしえのモンスターボール)                                           | 12 tháng 5 năm 2023  |
| 1241       | 7              | "Huấn luyện đặc biệt! Captain Pikachu" "Tokkun! Kyaputen Pikachū" (特訓!キャプテンピカチュウ)                          | 19 tháng 5 năm 2023  |
| 1242       | 8              | "Bí mật của cánh cửa không mở" "Akazu no Tobira no Himitsu" (あかずの扉のひみつ)                                       | 26 tháng 5 năm 2023  |
| 1243       | 9              | "Đến Paldea!" "Parudea Tōchaku!" (パルデア到着!)                                                                       | 2 tháng 6 năm 2023   |
| 1244       | 10             | "Nemo và Colza" "Nemo to Corusa to" (ネモとコルサと)                                                                   | 9 tháng 6 năm 2023   |
| 1245       | 11             | "Khu rừng của Olvia" "Orīva no Mori" (オリーヴァの森)                                                                  | 16 tháng 6 năm 2023  |
| 1246       | 12             | "Tương lai tớ lựa chọn" "Watashi ga Erabu Mirai" (わたしが選ぶ未来)                                                    | 23 tháng 6 năm 2023  |
| 1247       | 13             | "Buổi cắm trại đột ngột" "Picnic wa Totsuzen ni" (ピクニックは突然に)                                                  | 14 tháng 7 năm 2023  |
| 1248       | 14             | "Bay đi! Kaiden!!" "Tobe! Kaiden!!" (とべ！カイデン！！)                                                               | 21 tháng 7 năm 2023  |
| 1249       | 15             | "Một kẻ không ai nhìn thấy! Đó là ai vây?" "Mienai Yatsu da! Nanimon nanja?" (みえないヤツだ！何者なんじゃ？)          | 28 tháng 7 năm 2023  |
| 1250       | 16             | "Nếu cùng với Kuwassu, thì tớ sẽ làm được" "Kuwassu to Nara, Dekiru yo" (クワッスとなら、できるよ)                     | 4 tháng 8 năm 2023   |
| 1251       | 17             | "Kaiden và Hogator, huấn luyện bí mật!" "Kaiden to Hogēta: Himitsu no Dai Tokkun!" (カイデンとホゲータ 秘密の大特訓！) | 11 tháng 8 năm 2023  |
| 1253       | 18             | "Pikachu bay lượn, bay cao vô tận!" "Soratobu Pikachū, Doko Made mo Takaku!" (そらとぶピカチュウ、どこまでも高く!)     | 18 tháng 8 năm 2023  |
| 1253       | 19             | "Sự thật về Mawhip" "Mahoippu no Honto" (マホイップのホント)                                                           | 25 tháng 8 năm 2023  |
| 1254       | 20             | "Buổi luyện tập chiến đấu của ngài Kabu" "Kabu-san no Batoru Shugyō!" (カブさんのバトル修行)                           | 1 tháng 9 năm 2023   |
| 1255       | 21             | "Mibrim cô đơn một mình" "Hitori Botchi no Miburimu" (ひとりぼっちのミブリム)                                          | 8 tháng 9 năm 2023   |
| 1256       | 22             | "Đụng độ! Mỏ khoáng sản Galar" "Gekitotsu! Gararu Kōzan" (激突！ガラルこうざん)                                        | 15 tháng 9 năm 2023  |
| 1257       | 23             | "Galar Fire rực lửa" "Moeagaru Gararu Faiyā" (燃え上がるガラルファイヤー)                                              | 22 tháng 9 năm 2023  |
| 1258       | 24             | "Tái ngộ ở thành cổ" "Kojō de no Saikai" (古城での再会)                                                                | 13 tháng 10 năm 2023 |
| 1259       | 25             | "Cường địch trong đêm tối" "Yamiyo no Raibaru" (闇夜の強敵)                                                            | 20 tháng 10 năm 2023 |

### Sự tỏa sáng của Terapagos (The Sparkling of Terapagos - テラパゴスのかがやき)
| STT#       | STT#           | Tên tập phim | Ngày phát sóng gốc   |
| Toàn Xê-ri | Trong phần này | Tên tập phim | Ngày phát sóng gốc   |
| ---------- | -------------- | --- | -------------------- |
| 1260       | 26             | "Hành trình của Terapagos" "Terapagosu no Bōken" (テラパゴスの冒険)                                             | 27 tháng 10 năm 2023 |
| 1261       | 27             | "Nếu cùng với đồng đội" "Nakama to Issho nara" (仲間といっしょなら)                                             | 3 tháng 11 năm 2023  |
| 1262       | 28             | "Báu vật bị đánh cắp" "Nusumareta Takaramono" (ぬすまれた宝もの)                                                | 10 tháng 11 năm 2023 |
| 1263       | 29             | "Orio và thợ làm Monster Ball" "Orio to Monsutā Bōru Shokunin" (オリオとモンスターボール職人)                   | 17 tháng 11 năm 2023 |
| 1264       | 30             | "Pokémon bí ẩn trơn~trơn và keng keng!" "Zurūtto Gachan de Nazo Pokemon!?" (ズル～っとガチャンで謎ポケモン！？) | 24 tháng 11 năm 2023 |
| 1265       | 31             | "Tiếng hát trong làn sương trắng" "Shiroi Kiri no Utagoe" (白い霧の歌声)                                        | 1 tháng 12 năm 2023  |
| 1266       | 32             | "Cảm xúc của Laplace, tưởng nhớ về đồng đội" "Rapurasu no Omoi, Nakama o Omoi" (ラプラスの想い、仲間を想い)     | 8 tháng 12 năm 2023  |
| 1267       | 33             | "Rayquaza màu đen gào thét" "Hōkō no Kuroi Rekkūza" (咆吼の黒いレックウザ)                                      | 15 tháng 12 năm 2023 |
| 1268       | 34             | "Khởi hành của từng người" "Sorezore no Tabidachi" (それぞれの旅立ち)                                           | 22 tháng 12 năm 2023 |
| 1269       | 35             | "Hai kẻ hoang dại, Friede và Cap" "Kōya no Futari: Furīdo to Kyappu" (荒野のふたり フリードとキャップ)          | 12 tháng 1 năm 2024  |
| 1270       | 36             | "Đại chiến lược kết thân Perfuton" "Pafuyūton Nakayoshi Dai Sakusen!" (パフュートン仲良し大作戦!)               | 19 tháng 1 năm 2024  |
| 1271       | 37             | "Hogator, trở thành kẻ xấu!?" "Hogēta, Waru ni Naru!?" (ホゲータ、ワルになる！？)                               | 26 tháng 1 năm 2024  |
| 1272       | 38             | "Tín hiệu SOS là từ Wakkanezumi?" "Esu Ō Esu wa Wakkanezumi kara?" (SOSはワッカネズミから？)                    | 2 tháng 2 năm 2024   |
| 1273       | 39             | "Chiếc búa đặc trưng của Kanuchan" "Kanuchan to Kodawari no Hanmā" (カヌチャンとこだわりのハンマー)             | 9 tháng 2 năm 2024   |
| 1274       | 40             | "Tạm biệt, Nyahoja?" "Sayonara, Nyaoha?" (さよなら、ニャオハ？)                                                 | 16 tháng 2 năm 2024  |
| 1275       | 41             | "Người mẹ mạnh mẽ xuất hiện!" "Kyōretsu Kā-chan Arawaru!" (キョーレツカーちゃん現る！)                          | 1 tháng 3 năm 2024   |
| 1276       | 42             | "Biến hình! Anh hùng của biển cả, Irukaman" "Henshin! Umi no Hīrō Irukaman" (変身！海のヒーローイルカマン！)    | 8 tháng 3 năm 2024   |
| 1277       | 43             | "Thư khiêu chiến từ Explorers" "Ekusupurōrāzu kara no Hatashijō" (エクスプローラーズからの果たし状)             | 15 tháng 3 năm 2024  |
| 1278       | 44             | "Kế hoạch bắt giữ Rayquaza" "Rekkūza Hokaku Keikan" (レックウザ捕獲計画)                                        | 22 tháng 3 năm 2024  |
| 1279       | 45             | "Xa xăm, xa thật xa" "Haruka, Tooku made" (はるか、遠くまで)                                                    | 29 tháng 3 năm 2024  |

### Terastal trình làng (Terastal Debut - テラスタルデビュー)
| STT#       | STT#           | Tên tập phim | Ngày phát sóng gốc  |
| Toàn Xê-ri | Trong phần này | Tên tập phim | Ngày phát sóng gốc  |
| ---------- | -------------- | --- | ------------------- |
| 1280       | 46             | "Thình thịch! Học viện Orange" "Dokidoki! Orenji Akademii" (ドキドキ! オレオレンジアカデミー)                                                      | 12 tháng 4 năm 2024 |
| 1281       | 47             | "Liko và Nyarote, toàn tâm toàn ý" "Riko to Nyarote, Kokoro o komete" (リコとニャローテ、心をこめて)                                               | 19 tháng 4 năm 2024 |
| 1282       | 48             | "Hãy tỏa sáng! Sự lấp lánh của lửa và nghệ thuật" "Kagayake! Honou to Aato no Kirameki" (輝け！炎とアートのきらめき)                               | 3 tháng 5 năm 2024  |
| 1283       | 49             | "Dot và Gurumin" "Dotto to Gurumin" (ドットとぐるみん)                                                                                             | 10 tháng 5 năm 2024 |
| 1284       | 50             | "Sống ảo đi, Terastal! Kuwassu nhảy nhót!!" "Hareo Terastaru! Dansu Dansu Kuwassu!!" (映えろテラスタル! ダンスダンスクワッス!!)                    | 17 tháng 5 năm 2024 |
| 1285       | 51             | "Nyarote gai góc!? Trụ hoa bí ẩn" "Togetoge Nyaroote!? Fushigi na Hanabashira" (トゲトゲニャローテ!? 不思議な花ばしら)                             | 24 tháng 5 năm 2024 |
| 1286       | 52             | "Kaiden, cảnh báo gió mạnh!" "Kaiden, Kyoufuu Chuuihou!" (カイデン、強風注意報!)                                                                   | 31 tháng 5 năm 2024 |
| 1287       | 53             | "Mibrim và Kẻ không thuộc về thế giới này" "Mibrim to Konoyo Narazaru mono" (ミブリムとこの世ならざるもの)                                         | 7 tháng 6 năm 2024  |
| 1288       | 54             | "Ân huệ vĩnh cửu" "Eien no Megumi" (永遠のめぐみ)                                                                                                  | 14 tháng 6 năm 2024 |
| 1289       | 55             | "Đối đầu! Tứ Thiên Vương Paldea" "Taiketsu! Parudea Shitennou" (対決! パルデア四天王)                                                              | 21 tháng 6 năm 2024 |
| 1290       | 56             | "Liko VS Chili! Điểm đến của trận đấu" "Riko VS Chiri! Batoru no Saki ni" (リコVSチリ!バトルの先に)                                                | 28 tháng 6 năm 2024 |
| 1291       | 57             | "Một Terapagos mình chưa từng biết" "Watashi no Shiranai Terapagos" (わたしの知らないテラパゴス)                                                   | 5 tháng 7 năm 2024  |
| 1292       | 58             | "Pokémon thu hút khách là Dodogezan!?" "Kanban Pokemon wa Dodogezan!?" (看板ポケモンはドドゲザン!?)                                                | 12 tháng 7 năm 2024 |
| 1293       | 59             | "Hãy nhảy múa, Kuwassu! Bước nhảy Chanpuru xanh da trời!!" "O Dore Kuwassu! Aoiki Chanpuru Suteppu!!" (おどれクワッス! 碧きチャンプルステップ!!)   | 26 tháng 7 năm 2024 |
| 1294       | 60             | "Trận tuyết đầu tiên! Ho-Hoga!!" "Hajimete no Yuki! Hoh hoh Gee!!" (はじめての雪！ホッホッゲー!!)                                                  | 9 tháng 8 năm 2024  |
| 1295       | 61             | "Linh hồn, hãy vang vọng! Thách đấu với Ryme" "Hibike Tamashii! Raimu e no Chousen" (響け魂! ライムへの挑戦)                                       | 16 tháng 8 năm 2024 |
| 1296       | 62             | "Bài hát của Hogator và tớ" "Hogaata to Boku no Uta" (ホゲータとぼくの歌)                                                                          | 23 tháng 8 năm 2024 |
| 1297       | 63             | "Trận đấu băng giá! Grusha với ánh mắt lạnh lùng" "Kouri no Tatakai! Tsumetai Hitomi no Guruusha" (氷の戦い! 冷たい瞳のグルーシャ)                 | 30 tháng 8 năm 2024 |
| 1298       | 64             | "Núi Napper, cái bóng lén lút" "Napper-yama, Shinobiyoru Kage" (ナッペ山、しのびよる影)                                                            | 6 tháng 9 năm 2024  |
| 1299       | 65             | "Liko và Amethio" "Riko to Amejio" (リコとアメジオ)                                                                                                | 13 tháng 9 năm 2024 |
| 1300       | 66             | "Xâm nhập hệ thống! Khủng hoảng của học viện Orange!!" "Shisutemu Shin'nyuu! Orenji Akademii no Kiki!!" (システム侵入! オレンジアカデミーの危機!!) | 20 tháng 9 năm 2024 |
| 1301       | 67             | "Hãy tỏa sáng, Terastal! Liko VS Roy!!" "Kagayake terasutaru! Riko VS Roi!!" (輝けテラスタル! リコVSロイ!!)                                        | 27 tháng 9 năm 2024 |

### Rayquaza trỗi dậy (Rayquaza Rising - レックウザライジング)
| STT#       | STT#           | Tên tập phim | Ngày phát sóng gốc   |
| Toàn Xê-ri | Trong phần này | Tên tập phim | Ngày phát sóng gốc   |
| ---------- | -------------- | --- | -------------------- |
| 1302       | 68             | "Đến bầu trời mới! Tàu Brave Asagi!" "Aratanaru sora e! Bureibu Asagi-gō! !" (新たなる空へ！ブレイブアサギ号！！)                            | 11 tháng 10 năm 2024 |
| 1303       | 69             | "Tớ là Pokémon, còn cậu là tớ!?" "Boku ga Pokémon de, Kimi ga Boku!?" (ぼくがポケモンで、キミがぼく!?)                                       | 18 tháng 10 năm 2024 |
| 1304       | 70             | "Búa của Kanuchan không thể hoàn thành trong 1 ngày" "Kanuchan no Hanmaa wa 1-nichi ni Shite Narazu" (カヌチャンのハンマーは1日にしてならず) | 25 tháng 10 năm 2024 |
| 1305       | 71             | "Cuộc gặp gỡ ở hồ Terasu" "Terasu Ike no Deai" (てらす池の出会い)                                                                            | 1 tháng 11 năm 2024  |
| 1306       | 72             | "Truy đuổi! Hãy đi tìm Basagiri!!" "Tsuisekii! Basagiri o Sagase!!" (追跡! バサギリを探せ!!)                                                 | 8 tháng 11 năm 2024  |
| 1307       | 73             | "Chiến sĩ cao ngạo Basagiri" "Kokou no Senshi Basagiri" (孤高の戦士バサギリ)                                                                 | 15 tháng 11 năm 2024 |
| 1308       | 74             | "Explorers 3 người" "San-nin no Ekkusupurōrāzu" (3人のエクスプローラーズ)                                                                    | 22 tháng 11 năm 2024 |
| 1309       | 75             | "Tương lai được giao phó, sự tỏa sáng của thế giới này" "Takusa reta Mirai, kono Sekai no Kagayaki" (託された未来、この世界の輝き)           | 29 tháng 11 năm 2024 |
| 1310       | 76             | "Thật vậy hả? Là vậy đó!" "Soonano? Soodayo!" (ソーナノ？ソーダヨ！)                                                                         | 6 tháng 12 năm 2024  |
| 1311       | 77             | "Landau, về cố hương" "Randou, Kokyou e Kaeru" (ランドウ、故郷へ帰る)                                                                        | 13 tháng 12 năm 2024 |
| 1312       | 78             | "Entei quyết liệt! Tiếng gầm của lửa!!" "Gekitou Entei! Honoo no o Take bi!!" (激闘エンテイ！炎のおたけび！！)                               | 20 tháng 12 năm 2024 |
| 1313       | 79             | "Over the Top" "Oobaaza Toppu" (ーバー・ザ・トップ)                                                                                          | 10 tháng 1 năm 2025  |
| 1314       | 80             | "Pokémon siêu ngầu lòi ở Area Zero!?" "Eria Zero de Oni-ike Pokemon!?" (エリアゼロでオニイケポケモン!?)                                      | 17 tháng 1 năm 2025  |
| 1315       | 81             | "Đại chiến! Ngọn lửa đâm xuyên mặt đất" "Dai Batoru! Daichi o Ugatsu Honoo" (大バトル! 大地を穿つ炎)                                         | 24 tháng 1 năm 2025  |
| 1316       | 82             | "Ở phía cuối cầu vồng nơi ánh sáng rực lên" "Hikari dashita niji no saki de" (光り出した虹の先で)                                            | 31 tháng 1 năm 2025  |
| 1317       | 83             | "Sự thật được sáng tỏ? Quyết định của Amethio" "Akasa reru Shinjitsu? Amejio no Ketsui" (明かされる真実? アメジオの決意)                     | 7 tháng 2 năm 2025   |
| 1318       | 84             | "Nơi trời và đất gặp nhau" "Ten to Tsuchi ga Deau Tokoro" (天と地が出会う処)                                                                 | 14 tháng 2 năm 2025  |
| 1319       | 85             | "Tới nơi! Thiên đường Laqua" "Tōchaku! Rakuen Rakua" (着！楽園ラクア)                                                                        | 21 tháng 2 năm 2025  |
| 1320       | 86             | "Rising Volteccers VS Explorers!" "Raijingu Borutekkāzu VS Ekusupurōrāzu!" (ライジングボルテッカーズVSエクスプローラーズ！)                  | 28 tháng 2 năm 2025  |
| 1321       | 87             | "Sự dẫn dắt của Rayquaza màu đen" "Kuroi Rekkuuza no michibiki" (黒いレックウザの導き)                                                       | 7 tháng 3 năm 2025   |
| 1322       | 88             | "Zygarde màu trắng rung chấn" "Gekishin no Shiroi Jigarude" (激震の白いジガルデ)                                                             | 14 tháng 3 năm 2025  |
| 1323       | 89             | "Phía trước của chuyến hành trình" "Bouken no saki ni" (冒険の先に)                                                                          | 21 tháng 3 năm 2025  |

### Điện áp cực hạn (Mega Voltage - メガ ボルテー)
| STT#       | STT#           | Tên tập phim | Ngày phát sóng gốc  |
| Toàn Xê-ri | Trong phần này | Tên tập phim | Ngày phát sóng gốc  |
| ---------- | -------------- | --- | ------------------- |
| 1324       | 90             | "Một lần nữa, tiến về bầu trời rộng lớn (Phần đầu)" "Oozora e Mukatte, Futatabi (Zenpen)" (大空へ向かって、再び前編) | 11 tháng 4 năm 2025 |
| 1325       | 91             | "Một lần nữa, tiến về bầu trời rộng lớn (Phần sau)" "Oozora e Mukatte, Futatabi (Kouhen)" (大空へ向かって、再び後編) | 11 tháng 4 năm 2025 |
| 1326       | 92             | "Lần theo dấu hiệu của Laquium" "Rakuriumu Sain o Okkake" (ラクリウム・サインを追って)                               | 18 tháng 4 năm 2025 |
| 1327       | 93             | "Fan cứng!? Đối đầu fan Gurumin!!" "Gachi-oshi!? Gurumin Fan Taiketsu!!" (ガチ推し?! ぐるみんファン対決!!)           | 25 tháng 4 năm 2025 |
| 1328       | 94             | "Bà chị ở Trung tâm Pokémon" "Pokemonsentā nōnēsan" (ポケモンセンターのお姉さん)                                     | 2 tháng 5 năm 2025  |
| 1329       | 95             | "Strong Sphere" "Sutorongusufia" (ストロングスフィア)                                                                | 9 tháng 5 năm 2025  |
| 1330       | 96             | "Đụng độ! Đoàn rồng chạy ẩu" "Gekitotsu doragon bakusō-dan" (激突! ドラゴン爆走団)                                   | 16 tháng 5 năm 2025 |
| 1331       | 97             | "Nụ cười cuốn hút của Maggyo tinh nghịch?" "Itazura maggyo no ī egao?" (いたずらマッギョのイイ笑顔?)                 | 30 tháng 5 năm 2025 |
| 1332       | 98             | "Cuộc tái ngộ ở thị trấn Cercle!" "Saikai no Serukuru Taun!" (再会のセルクルタウン!)                                 | 6 tháng 6 năm 2025  |
| 1333       | 99             | "Orio không thể bay và" "Tobenai Orio to" (飛べないオリオと)                                                         | 13 tháng 6 năm 2025 |
| 1334       | 100            | "Chúng ta là Rising Volteccers!" "Warera Rising Volteccers!" (我らライジングボルテッカーズ)                          | 20 tháng 6 năm 2025 |
| 1335       | 101            | "Chiến đấu! Terastal VS Tiến Hóa Mega!!" "Tatakae! Terastal tai Mega Shinka!!" (闘え! テラスタル対メガシンカ!!)      | 27 tháng 6 năm 2025 |
| 1336       | 102            | "Hiệp sĩ mà ta gặp tại di tích" "Iseki de Deatta Kishi" (遺跡で出逢った騎士)                                         | 4 tháng 7 năm 2025  |
| 1337       | 103            | "Bùng cháy, tình yêu Gurumin!" "Moyase, Gurumin Ai!" (燃やせ、ぐるみん愛!)                                           | 18 tháng 7 năm 2025 |
| 1338       | 104            | "Ước nguyện của Carbou" "Carbou no Negai" (カルボウの願い)                                                           | 1 tháng 8 năm 2025  |
| 1339       | 105            | "Sau cơn bão là Surfugo lướt sóng" "Arashi Nochi Naminori Sāfugō" (嵐のち波乗りサーフゴー)                           | 8 tháng 8 năm 2025  |
| 1340       | 106            | "Đỉnh cực hạn!? Dark Ball không thể mở ra" "Mega Sugeē!? Akazu no Dāku Bōru" (メガすげぇ!? 開かずのダークボール)     | 15 tháng 8 năm 2025 |
| 1341       | 107            | "Hai người, với tư cách là bạn" "Futari, Tomo to Shite" (ふたり、友として)                                           | 22 tháng 8 năm 2025 |
| 1342       | 108            | "Diana quay trở lại!!!!" "Daiana Kamuzu Bakku!!!!" (ダイアナ・カムズ・バック！！！！)                                | 29 tháng 8 năm 2025 |

Đây là một danh sách chưa hoàn chỉnh. Bạn có thể giúp Wikipedia .